# Arnold (Familienname)
Arnold ist ein vom Vornamen Arnold abstammender deutscher Familienname.

## Häufigkeit
In der Schweiz ist Arnold mit 8566 Vertretern der 42. häufigste Familienname in der Schweiz (Stand: 2022); davon alleine 2166 im Kanton Uri, wo Arnold der häufigste Name des Kantons ist.

## Namensträger

### A
- Adolf Arnold (Musiker) (1874–1947), deutscher Zitherspieler, Komponist und Musikverleger
- Adolf Arnold (1935–2015), deutscher Geograph
- Albert Arnold (1880–1965), deutscher Kaufmann, Komponist und Heimatdichter
- Alfred Arnold (Politiker) (1888–1960), deutscher Politiker (NSDAP)
- Alfred Arnold, deutscher Bandoneonhersteller, siehe Alfred Arnold (Unternehmen)
- Alice Arnold (1881–1955), britische Politikerin
- Andre Arnold (* 1955), österreichischer Skirennläufer
- Andrea Arnold (* 1961), britische Regisseurin und Schauspielerin
- Andrea Arnold (Skirennläuferin) (* 1998), US-amerikanische Skirennläuferin
- Andreas Arnold (* 1941), österreichischer Bobsportler
- Andreas Arnold (Geologe) (bl. 1965), Geologe
- Anne-Dora Arnold (1883–1971), deutsche Kunst- und Porträtmalerin
- Antje Arnold, deutsche Richterin
- Anton Arnold (Politiker) (1872–1945), deutscher Politiker (SPD)
- Anton Arnold (Sänger) (1880–1954), österreichischer Opernsänger (Tenor)
- Antonia Arnold (1922–2007), deutsche Schriftstellerin
- Archibald V. Arnold (1889–1973), US-amerikanischer Generalmajor
- Armin Herbert Arnold (1931–2011), Schweizer Literaturwissenschaftler und Schriftsteller
- Arnd Arnold (* 1971), deutscher Rechtswissenschaftler
- Arno Arnold (1897–1963), deutscher Sportmediziner
- Arthur Arnold (1833–1902), britischer Politiker und Schriftsteller
- August Arnold (Philosoph) (1789–1860), deutscher Geschichtsphilosoph und Staatswissenschaftler
- August Arnold (Regisseur) (1898–1983), deutscher Filmregisseur und -produzent
- Augustus Arnold (* vor 1950), US-amerikanischer Autor und Bluesmusiker, siehe Julio Finn

### B
- Beat Arnold (1978–2021), Schweizer Politiker (SVP)
- Benedict Arnold (Gouverneur) (1615–1678), britischer Siedler und Gouverneur der Rhode Island Colony
- Benedict Arnold (1741–1801), amerikanischer Rebell, General und Überläufer
- Benedict Arnold (Politiker) (1780–1849), US-amerikanischer Politiker (New York)
- Benno Arnold (Industrieller) (1876–1944), deutscher Textilindustrieller
- Benno Arnold (Sänger) (1901–nach 1945), deutscher Sänger (Tenor)
- Bernd Arnold (* 1947), deutscher Bergsteiger
- Bernd Arnold (Fotograf) (* 1961), deutscher Fotograf und Fotokünstler
- Bernd-Peter Arnold (* 1939), deutscher Journalist
- Bernhard Arnold (1828–1905), deutscher Arzt und Hofrat
- Berrit Arnold (* 1971), deutsche Schauspielerin
- Billy Boy Arnold (* 1935), US-amerikanischer Bluesmusiker
- Birgit Arnold (* 1951), deutsche Politikerin (FDP/DVP) und Historikerin
- Bonnie Arnold (* 1955), US-amerikanische Filmproduzentin
- Brad Arnold (* 1978), US-amerikanischer Rocksänger
- Britta Arnold (* 1984), deutsche Techno-DJ und Musikproduzentin
- Bruce Arnold (Schriftsteller) (* 1936), britischer Journalist und Schriftsteller
- Bruce Arnold (Musiker) (* 1955), US-amerikanischer Musiker
- Bruno Arnold (1884–1933), deutscher Fotograf
- Buddy Arnold (1926–2003), US-amerikanischer Jazzmusiker

### C
- Carl Arnold (Komponist) (1794–1873), deutsch-norwegischer Komponist, Dirigent und Pianist
- Carl Arnold (Maurermeister), deutscher Maurermeister, Erfinder des Ringofens
- Carl Arnold (Cellist) (1824–1867), deutsch-norwegischer Cellist
- Carl August Arnold (1818–1862), deutscher Klempnermeister und Politiker
- Carl-Gerold Arnold (1928–2002), deutscher Biologe und Hochschullehrer für Pharmazeutische Biologie
- Carl Heinrich Arnold (1793–1874), deutscher Tapetenfabrikant
- Carl Johann Arnold (1829–1916), preußischer Hofmaler
- Caroline Arnold (* 1944), US-amerikanische Kinderbuchautorin und Tierillustratorin
- Charles Arnold-Baker (1918–2009), britischer Historiker
- Charles Dudley Arnold (1844–1927), US-amerikanischer Architektur- und Landschaftsfotograf
- Charlotte Arnold (* 1989), kanadische Schauspielerin und Synchronsprecherin
- Chester Arnold (1901–1977), US-amerikanischer Paläobotaniker
- Christian Arnold (Maler) (1889–1960), deutscher Maler
- Christian Friedrich Arnold (1823–1890), deutscher Architekt
- Christian Arnold (Politiker) (* 1977), Schweizer Politiker, Regierungsrat Uri
- Christof Arnold (* 1970), deutscher Schauspieler
- Christoph Arnold (Drucker), deutscher Drucker
- Christoph Arnold (Dichter) (1627–1685), deutscher Theologe und Dichter
- Christoph Arnold (Astronom) (1650–1695), deutscher Astronom
- Christoph Arnold (Architekt) (1779–1844), deutscher Architekt
- Christoph Arnold (Politiker) (1839–1893), deutscher Politiker (NLP)
- Christopher J. Arnold (* 1953), britischer Archäologe
- Chuck Arnold (1926–1997), US-amerikanischer Automobilrennfahrer
- Claus Arnold (Künstler) (1919–2014), deutscher Zeichner, Karikaturist und Maler
- Claus Arnold (Theologe) (* 1965), deutscher katholischer Kirchenhistoriker
- Clemens Arnold (* 1978), deutscher Feldhockeyspieler
- Conrad Arnold (Politiker) (1774–1840), deutscher Politiker, MdL Hessen
- Conrad David Arnold (* 1941), deutscher Maler

### D
- Dan Arnold (* 1995), US-amerikanischer American-Football-Spieler
- Dani Arnold (* 1984), Schweizer Bergsteiger
- Daniel Arnold (Tischtennisspieler) (* 1978), deutscher Tischtennisspieler
- Daniel Arnold (Fotograf) (* 1980), US-amerikanischer Fotograf
- Daniel Anderson Arnold (* 1965), US-amerikanischer Philosoph
- David Arnold (Historiker) (* 1946), britischer Historiker
- David Arnold (Informationswissenschaftler) (1951–2016), britischer Informationswissenschaftler
- David Arnold (* 1962), englischer Filmkomponist
- David Charles Arnold (* um 1943), US-amerikanischer Opernsänger (Bariton)
- Delia Arnold (* 1986), malaysische Squashspielerin
- Dieter Arnold (* 1936), deutscher Architekt und Ägyptologe
- Dieter Arnold (Politiker) (* 1973), deutscher Politiker (AfD)
- Dietmar Arnold (* 1964), deutscher Stadtplaner und Autor
- Dominique Arnold (* 1973), US-amerikanischer Leichtathlet
- Donald Arnold (1935–2021), kanadischer Ruderer
- Dorothea Arnold (Ägyptologin) (* 1935), deutsche Ägyptologin
- Dorothea Arnold (Schauspielerin) (* 1978), deutsche Schauspielerin
- Douglas Arnold (* 1954), US-amerikanischer Mathematiker
- Dylan Arnold (* 1994), US-amerikanischer Schauspieler

### E
- Eberhard Arnold (1883–1935), deutscher Theologe, Publizist und Pädagoge
- Eddie Arnold (* 1949), britischer Turner
- Eddy Arnold (1918–2008), US-amerikanischer Sänger
- Eduard Arnold (1895–1977), Schweizer Politiker (SP) und Richter
- Eduard Philipp Arnold (1866–1934), deutscher Architekt und Denkmalpfleger
- Edward Arnold (1890–1956), US-amerikanischer Schauspieler
- Edwin Arnold (Dichter) (1832–1904), britischer Dichter
- Edwin Nicholas Arnold (1940–2023), britischer Zoologe
- Elfriede Arnold-Dinkler (1906–1980), deutsche Kindergärtnerin und Pädagogin
- Elizabeth Arnold (* 1973), britische Schwimmerin
- Elliott Arnold (1912–1980), US-amerikanischer Roman- und Drehbuchautor
- Elsa Arnold (1903–1986), deutsche Widerstandskämpferin
- Emanuel Arnold (1800–1869), tschechischer Politiker
- Emil Arnold (Bildhauer) (1897–1957), deutscher Holzbildhauer
- Emil Arnold (Politiker) (1897–1974), Schweizer Journalist und Politiker (KP, PdA)
- Emil Arnold-Holm († 1938?), Pseudonym eines österreichischen Dichters
- Engelbert Arnold (1856–1911), Schweizer Elektroingenieur und Hochschullehrer
- Ernst Arnold (Komponist) (1892–1962), österreichischer Komponist
- Ernst Arnold (Politiker) (1903–1966), deutscher Politiker (FDP)
- Ernst Sigismund Arnold (1792–1840), deutscher Kunsthändler und Verleger, Gründer der Galerie Arnold
- Erwin Arnold (* 1968), österreichischer Bobsportler
- Eugen Arnold (1866–1939), deutscher Entomologe
- Eva Arnold (* 1958), deutsche Psychologin
- Eve Arnold (1912–2012), US-amerikanische Fotografin

### F
- Fawn Arnold (* 1971), US-amerikanische Musicaldarstellerin, Sängerin und Gesangslehrerin
- Felix Arnold (Bauforscher) (* 1972), deutscher Bauforscher
- Felix Arnold (Ringer) (1974–2009), Schweizer Ringer
- Ferdinand Arnold (Sänger) (1755–1842), deutscher Opernsänger (Tenor)
- Ferdinand Arnold (Botaniker) (1828–1901), deutscher Botaniker
- Ferdinand Arnold (Maler) (* 1946), Schweizer Maler
- Fjodor Karlowitsch Arnold (1819–1902), deutschstämmiger russischer Forstwissenschaftler
- Florian Arnold (* 1985), deutscher Philosoph und Designtheoretiker
- Florian L. Arnold (* 1977), deutscher Schriftsteller, Buchillustrator und Verleger
- Frances H. Arnold (* 1956), US-amerikanische Chemikerin
- Frank Arnold (* 1957), deutscher Dramaturg und Sprecher
- Frank Arnold (Unternehmensberater) (* 1973), deutscher Unternehmensberater und Autor
- Franz Arnold (Maler) († 1790), Maler und Kupferstecher
- Franz Arnold, Pseudonym von Rosa Mayreder (1858–1938), österreichische Schriftstellerin, Frauenrechtlerin und Kulturphilosophin
- Franz Arnold (Autor) (1878–1960), deutscher Theaterautor
- Franz Arnold (Kanonist) (1893–1963), österreichischer Kanonist
- Franz Arnold (Politiker) (1897–1984), Schweizer Politiker (FDP)
- Franz Arnold (Nachrichtentechniker) (* 1941), deutscher Nachrichtentechniker und Unternehmensberater
- Franz Josef Arnold (auch Franz J. Arnold) (1888–1962), deutsch-böhmischer Architekt
- Franz Xaver Arnold (1898–1969), deutscher katholischer Theologe
- Franziska Arnold (* 1964), deutsche Schauspielerin
- Friedrich Arnold (Kupferstecher) (1780–1809), deutscher Kupferstecher
- Friedrich Arnold (Baumeister) (1786–1854), deutscher Baumeister
- Friedrich Arnold (Mediziner) (auch Philipp Friedrich Arnold; 1803–1890), deutscher Anatom, Pathologe und Physiologe
- Friedrich Arnold (Maler) (1815–1854), französischer Maler und Zeichner
- Friedrich Arnold (Generalmajor) (1823–1881), deutscher Generalmajor
- Friedrich Arnold (Politiker) (1912–1969), deutscher Politiker (CSU)
- Friedrich Arnold (Soldat) (1919–2006), deutscher Offizier
- Friedrich August Arnold (1812–1869), deutscher Orientalist und Pädagoge
- Friedrich Christian von Arnold (1786–1868), deutscher Jurist, Staatsbeamter und Fachautor
- Friedrich Ernst Constantin von Arnold (1740–1798), deutscher Landrat und Gutsbesitzer
- Friedrich Ludwig Arnold (1875–nach 1954), deutscher Heimatforscher
- Friedrich Wilhelm Arnold (1810–1864), deutscher Musiker, Musikhändler und Musikschriftsteller
- Fritz Arnold (Maler) (1883–1921), deutscher Maler und Grafiker
- Fritz Arnold (Politiker) (1883–1950), deutscher Politiker (SPD) und Ingenieur
- Fritz Arnold (Jurist) (1894–1980), deutscher Rechtsanwalt
- Fritz Arnold (Publizist) (1916–1999), deutscher Publizist, Redakteur, Literaturkritiker und Schriftsteller

### G
- Gabriele Arnold (* 1961), deutsche evangelische Pfarrerin und Prälatin
- Geoff Arnold (* 1944), englischer Cricketspieler
- Georg Arnold (Musiker) (1621–1676), österreichischer Komponist
- Georg Arnold-Graboné (1896–1982), deutscher Maler
- Georg Arnold (Glockengießer), österreichische Glockengießer
- George Arnold (Zoologe) (1881–1962), rhodesischer Insektenkundler
- George Arnold (Schwimmer), deutscher Schwimmer
- George Benjamin von Arnold (1737–1806), deutscher Land- und Justizrat
- George Christian Arnold (1762–nach 1806), deutscher Jurist
- Gerfrid Arnold (* 1944), österreichisch-deutscher Lehrer, Historiker und Archivar
- Gerhard Arnold (1927–1984), deutscher Jurist, Verwaltungsbeamter und Politiker (SPD)
- Gertrud Arnold (1871–1931), deutsche Schauspielerin
- Glony Arnold (* 1984), namibischer traditioneller Führer
- Gottfried Arnold (Theologe) (1666–1714), deutscher Theologe
- Gottfried Arnold (Politiker) (1933–2015), deutscher Politiker (CDU)
- Gottfried Eduard Arnold (1914–1989), US-amerikanischer Mediziner österreichischer Abstammung
- Graham Arnold (* 1963), australischer Fußballtrainer
- Gudrun Arnold (* 1940), deutsche Malerin und Grafikerin
- Günter Arnold (1943–2017), deutscher Germanist und Herausgeber (Herder-Briefe)
- Günther Arnold (1932–1991), deutscher Regionalhistoriker und Museumsleiter
- Gunter Arnold (* 1951), deutscher Leichtathlet
- Gustav Arnold (Komponist) (1831–1900), Schweizer Komponist, Kirchenmusiker und Chorleiter
- Gustav Arnold (Jurist) (1866–1937), deutscher Verwaltungsjurist

### H
- Hannes Arnold (* 1953), deutscher Künstler
- Hans Arnold, Pseudonym von Babette von Bülow (1850–1927), deutsche Schriftstellerin
- Hans Arnold (Bildhauer, 1860) (1860–1913), deutscher Bildhauer
- Hans Arnold (Schriftsteller) (1886–1961), deutscher Schriftsteller
- Hans Arnold (Verwaltungsjurist) (1902–1969), deutscher Verwaltungsjurist
- Hans Arnold (Politiker) (1904–1981), deutscher Politiker (SPD)
- Hans Arnold (Landtagsdirektor) (1906–1997), deutscher Verwaltungsbeamter und Kommunalpolitiker
- Hans Arnold (Diplomat) (1923–2021), deutscher Diplomat
- Hans Arnold (Illustrator) (1925–2010), schwedischer Künstler und Illustrator
- Hans Arnold (Fußballspieler, 1933) (* 1933), österreichischer Fußballspieler
- Hans Arnold (Mediziner) (* 1938), deutscher Neurochirurg und Hochschullehrer
- Hans Arnold (Fußballspieler, 1941) (1941–1991), deutscher Fußballspieler
- Hans-Henning Arnold (Mikrobiologe) (1946–2022), deutscher Hochschullehrer für Zell- und Molekularbiologie
- Hans-Henning Arnold (Richter) (* 1947), deutscher Jurist, Richter und Hochschullehrer
- Hans-Joachim Arnold (1932–2006), deutscher Mathematiker und Hochschullehrer
- Harold D. Arnold (1883–1933), US-amerikanischer Elektroingenieur
- Harry Arnold (Harry Arnold Persson; 1920–1971), schwedischer Musiker und Bandleader
- Heike Arnold (* 1959), deutsche Unternehmerin und Autorin
- Heinrich Arnold (Politiker) (1835–1891), deutscher Fabrikant, Rittergutsbesitzer und Landtagsabgeordneter
- Heinrich Arnold (Maler) (1879–1929), österreichisch-deutscher Maler
- Heinrich Arnold (Kristallograph) (1930–2020), deutscher Kristallograph und Hochschullehrer
- Heinrich Arnold (Manager) (* 1971), deutscher Manager
- Heinrich Gotthold Arnold (1785–1854), deutscher Maler
- Heinz Arnold (Regisseur) (1906–1994), deutscher Opernregisseur und Hochschullehrer
- Heinz Arnold (Pilot) (1919–1945), deutscher Jagdflieger
- Heinz Arnold (Politiker) (1920–2000), deutscher Politiker (SED)
- Heinz Ludwig Arnold (1940–2011), deutscher Publizist
- Hellmut Arnold (Geologe) (1912–1986), deutscher Geologe
- Hellmut Arnold (General) (* 1921), deutscher Generalleutnant
- Helmut Arnold (* 1956), österreichischer Sozialpädagoge und Professor für Soziale Arbeit
- Henry Arnold (* 1961), deutscher Schauspieler, Musiker und Bühnenregisseur
- Henry H. Arnold (1886–1950), US-amerikanischer General
- Hermann Arnold (Maler, 1846) (1846–1896), deutscher Maler
- Hermann Arnold (Richter) (1874–1961), deutscher Richter
- Hermann Arnold (Architekt) (1882–1966), deutscher Architekt
- Hermann Arnold (Unternehmer) (1888–1973), deutscher Unternehmer
- Hermann Arnold (Maler, 1897) (1897–1986), deutscher Maler
- Hermann Arnold (Ministerialbeamter) (1907–1963), deutscher Ministerialbeamter
- Hermann Arnold (Mediziner) (1912–2005), deutscher Erbhygieniker
- Herta Arnold-Öttl (* vor 1950), österreichische Kunsthistorikerin
- Horacee Arnold (* 1937), US-amerikanischer Jazzschlagzeuger
- Horst Arnold (1959–2012), deutscher Lehrer und Justizopfer, siehe Justizirrtum um Horst Arnold
- Horst Arnold (Politiker) (* 1962), deutscher Politiker (SPD)
- Hubert Arnold (1945–2019), US-amerikanischer Musiker
- Hugo Arnold (1861–1940), deutscher Jurist
- Hugo Arnold (1842–1904), Offizier;  Schriftsteller

### I
- Ignaz Ferdinand Arnold (1774–1812), deutscher Schriftsteller
- Ingo Arnold (1931–2023), deutscher Maler und Grafiker
- Irmgard Arnold (1919–2014), deutsche Sängerin (Sopran)
- Isaac N. Arnold (1815–1884), US-amerikanischer Politiker
- Iwan Karlowitsch Arnold (1805–1891), russischer Künstler

### J
- Jack Arnold (1916–1992), US-amerikanischer Filmregisseur
- Jack Arnold (Komponist) (* 1975), britischer Komponist
- Jakob Arnold (* 1988), deutscher Theaterregisseur
- James Arnold, eigentlicher Name von Kokomo Arnold (1901–1968), US-amerikanischer Bluesmusiker
- James Arnold (Autor) (1909–1999), britischer Illustrator und Autor
- James R. Arnold (1923–2012), US-amerikanischer Chemiker
- Jason Arnold, US-amerikanischer Sänger, Songwriter und DJ
- Jerry Arnold (* 1940), US-amerikanischer Rockabilly-Musiker
- Jerzy Chrystian Arnold (1747–1827), polnischer Mediziner
- Jerome Arnold (* 1936), US-amerikanischer Musiker
- Joachim Arnold (Politiker), deutscher Politiker (SPD) und Landrat
- Joachim Arnold (Musiker) (* 1965), deutscher Pianist, Dirigent und Unternehmer
- Jochen Arnold (* 1967), deutscher evangelischer Theologe und Kirchenmusiker
- Johann Carl Andreas von Arnold (1735–??), deutscher Jurist und Landrat
- Johann Christian Arnold (Mathematiker) (1724–1765), deutscher Physiker und Mathematiker
- Johann Christian Arnold (Fabrikant) (1759–1842), deutscher Tapetenfabrikant
- Johann Christoph Arnold (Verleger) (1763–1847), deutscher Verleger
- Johann Christoph Arnold (Pastor) (1940–2017), deutscher Pastor und Autor
- Johann Franz Xaver Arnold, deutscher Botaniker, Hochschullehrer und Schriftsteller
- Johann Georg Daniel Arnold (1780–1829), deutscher Jurist und Schriftsteller
- Johann Gerhard Arnold (1637–1717), deutscher Historiker und Schulleiter
- Johann Gottfried Arnold (1773–1806), deutscher Violoncellist und Komponist
- Johann Heinrich Arnold (1697–1770), deutscher Werkmeister
- Johann Paul Arnold (1869–1952), deutscher Aquarianer
- Johann Theodor von Arnold (1705–1758), deutscher Jurist und Gutsherr
- Johannes Arnold (Politiker, 1858) (1858–1927), Bürgermeister und Mitglied des Nassauischen Kommunallandtags
- Johannes Arnold (Schriftsteller) (1928–1987), deutscher Schriftsteller
- Johannes Arnold (Theologe) (* 1965), deutscher römisch-katholischer Theologe
- Johannes Arnold (Politiker) (* 1970), deutscher Politiker, Oberbürgermeister von Ettlingen
- John Arnold (Uhrmacher) (1736–1799), britischer Uhrmacher
- John Arnold (Kameramann) (1889–1964), US-amerikanischer Kameramann
- John Arnold (Musiker) (um 1900–nach 1932), US-amerikanischer Pianist
- John Arnold (Produzent) (1921–2003), britischer Filmproduzent
- John Arnold (Bischof) (* 1953), britischer Geistlicher, Bischof von Salford
- John Arnold (San) (1957/1958–2012), Führer der San
- John E. Arnold (1913–1963), US-amerikanischer Maschinenbauingenieur und Wirtschaftswissenschaftler
- John Douglas Arnold (* 1974), US-amerikanischer Fondsmanager
- John H. Arnold (1862–1944), US-amerikanischer Politiker
- John Roger Arnold (1769–1843), britischer Uhrmacher
- Jonas Arnold (1609–1669), deutscher Maler und Radierer
- Jonathan Arnold (1741–1793), US-amerikanischer Politiker
- Jörg Arnold (* 1957), deutscher Jurist
- Josef Arnold der Ältere (1788–1879), österreichischer  Maler
- Josef Arnold der Jüngere (1823–1862), österreichischer  Maler
- Josef Arnold (Baumeister) (1824–1887), deutscher Baumeister und Steinmetz
- Josef Arnold (Politiker, 1825) (1825–1891), Schweizer Politiker (KVP)
- Josef Arnold (Künstler) (1884–1960), deutscher Bildhauer und Goldschmied
- Josef Arnold (1942–1980), Schweizer Grenzwachtgefreiter und Mordopfer, siehe Volkssozialistische Bewegung Deutschlands / Partei der Arbeit
- Josef Arnold (Politiker, 1950) (* 1950), Schweizer Politiker (CVP)
- Josef Arnold-Luzzani (* 1942), Schweizer Lehrer, Psychologe und Mundartautor
- Joseph  Arnold (1782–1818), englischer Arzt und Naturforscher
- Julia Arnold (* 1990), deutsche Fußballspielerin
- Julius Arnold (Mediziner) (1835–1915), deutscher Pathologe
- Julius Arnold (Politiker) (1847–1926), deutscher Jurist und Politiker
- Juri Karlowitsch Arnold (1811–1898), russischer Komponist

### K
- Kajsa Arnold (* 1964), deutsche Schriftstellerin
- Karl Arnold (1794–1873), deutsch-norwegischer Komponist, Dirigent und Pianist, siehe Carl Arnold (Komponist)
- Karl Arnold (General) (1818–1882), deutscher Generalmajor
- Karl Arnold (Chemiker) (1853–1929), deutscher Chemiker und Schriftsteller
- Karl Arnold (Radsportler), deutscher Radrennfahrer
- Karl Arnold (Künstler, 1883) (1883–1953), deutscher Zeichner, Maler und Karikaturist
- Karl Arnold (Politiker) (1901–1958), deutscher Politiker (Zentrum, CDU)
- Karl Arnold (Hornist) (1920–2003), deutscher Hornist
- Karl Arnold (Gewichtheber) (1940–2012), deutscher Gewichtheber
- Karl Arnold-Obrist (1796–1862), Schweizer Geistlicher, Bischof von Basel
- Karl August Arnold (1888–1980), deutscher Maler
- Karl Hans Arnold (* 1962), deutscher Medienmanager
- Karl Heinrich Arnold (1793–1874), deutscher Tapetenfabrikant, siehe Carl Heinrich Arnold
- Karl-Heinz Arnold (Journalist) (1925–2014), deutscher Journalist
- Karl-Heinz Arnold (* 1952), deutscher Erziehungswissenschaftler
- Kenneth Arnold (1915–1984), US-amerikanischer Pilot und Geschäftsmann
- Klaus Arnold (Maler) (1928–2009), deutscher Maler und Hochschullehrer
- Klaus Arnold (Biophysiker) (1942–2012), deutscher Bio- und Medizinphysiker
- Klaus Arnold (Historiker) (1942–2023), deutscher Historiker und Hochschullehrer
- Klaus Arnold (Politiker) (* 1942), deutscher Politiker, Manager und ehemaliger Landrat im Landkreis Hameln-Pyrmont
- Klaus Arnold (Medienwissenschaftler) (1968–2017), deutscher Medien- und Kommunikationswissenschaftler
- Klaus Jochen Arnold (* 1968), deutscher Historiker
- Klaus P. Arnold (* 1944), deutscher Rechtsanwalt und Kommunalpolitiker
- Klaus-Peter Arnold (1939–2024), deutscher Kunsthistoriker
- Klaus Peter Arnold (1942–2017), österreichischer Wirtschaftsgeograph
- Klaus-Rüdiger Arnold (* 1939), deutscher Schuhmacher und MdV
- Kokomo Arnold (James Arnold; 1901–1968), US-amerikanischer Musiker
- Kurt Arnold (1905–1960), deutscher Politiker (SPD), MdA Berlin
- Kurt Richard Arnold (* 1940), deutscher Entomologe

### L
- Lance David Arnold (* 1986), deutscher Automobilrennfahrer
- Landis Arnold (* 1960), US-amerikanischer Skispringer
- Larry K. Arnold (* um 1943), pensionierter Generalmajor der US Air Force
- Laurence F. Arnold (1891–1966), US-amerikanischer Politiker
- Lemuel H. Arnold (1792–1852), US-amerikanischer Politiker
- Leni Arnold (* 1937), deutsche Archivarin
- Leo Arnold (1923–2014), Schweizer Politiker
- Leodegar Arnold († 1826), Schweizer Dieb, siehe Grosser Gauner- und Kellerhandel
- Lieselotte Arnold (* 1920), deutsche Schauspielerin
- Lisa Natalie Arnold (* 1982), deutschsprachige Bühnenschauspielerin
- Lorna Arnold (1915–2014), britische Historikerin
- Lothar Arnold (* 1959), deutscher Schachspieler
- Lucas Arnold Ker (* 1974), argentinischer Tennisspieler
- Ludwig Arnold (Jurist) (1798–1886), deutscher Jurist und Verwaltungsjurist, Oberbürgermeister von Kassel
- Ludwig Arnold (Architekt) (1826–??), deutscher Architekt und Baubeamter
- Ludwig Arnold (Politiker) (1905–1962), deutscher Politiker (KPD, SED) und Hochschullehrer
- Ludwig Arnold (Mathematiker) (* 1937), deutscher Mathematiker und Hochschullehrer
- Ludwig Arnold (Maler) (* 1950), deutscher Maler
- Louise Sophie Arnold (* 2001), deutsche Schauspielerin
- Luke Arnold (* 1984), australischer Schauspieler
- Luqman Arnold (* 1950), britischer Manager
- Lynn Arnold (* 1949), australischer Politiker (Labor Party) und Geistlicher der Anglican Church of Australia, Premierminister von South Australia

### M
- Mackenzie Arnold (* 1994), australische Fußballspielerin
- Magda B. Arnold (1903–2002), US-amerikanische Psychologin
- Maik Arnold (* 1978), deutscher Sozialökonom und Hochschullehrer
- Malcolm Arnold (1921–2006), britischer Komponist
- Marek Arnold (* 1974), deutscher Musiker, Komponist und Produzent
- Marc Arnold (Fußballspieler) (* 1970), deutsch-südafrikanischer Fußballspieler und -funktionär
- Marc T. Arnold (Marc Tyler Arnold; * 1992), US-amerikanischer Schachspieler
- Marcel Arnold (* 1962), Schweizer Leichtathlet
- Marek Arnold (* 1974), deutscher Saxophonist, Keyboarder, Klarinettist, Komponist, Musikpädagoge und Produzent
- Marie-Cathérine Arnold (* 1991), deutsche Ruderin
- Mark Arnold, ein Pseudonym von Ed Powers (* 1954), US-amerikanischer Pornodarsteller
- Mark Arnold (Schauspieler) (* 1957), US-amerikanischer Schauspieler
- Mark Arnold (Musiker) (* 1966), US-amerikanischer Sänger und Gitarrist
- Mark Arnold (Historiker) (* 1966), US-amerikanischer Historiker
- Mark Arnold-Forster (1920–1981), britischer Journalist und Autor
- Markus Arnold (1953–2020), Schweizer Theologe und Politiker (CVP)
- Marshall Arnold (1845–1913), US-amerikanischer Politiker
- Martin Arnold (Geistlicher, 1537) (1537–1606), deutscher Pfarrer und Pädagoge
- Martin Arnold (Maler) (1906–1967), deutscher Maler
- Martin Arnold (Journalist) (1929–2013), US-amerikanischer Journalist
- Martin Arnold (Geistlicher, 1946) (* 1946), deutscher Friedensforscher
- Martin Arnold (Filmemacher) (* 1959), österreichischer Filmemacher
- Martin Arnold (Komponist) (* 1959), kanadischer Komponist
- Martin Arnold (Mathematiker) (* 1964), deutscher Mathematiker und Hochschullehrer
- Matthew Arnold (1822–1888), englischer Dichter und Kulturkritiker
- Matthias Arnold (Kunsthistoriker) (* 1947), deutscher Kunsthistoriker
- Matthias Arnold (Ruderer) (* 1990), deutscher Ruderer
- Matthias Arnold (Fußballspieler) (* 1997), österreichischer Fußballspieler
- Matthieu Arnold (* 1965), französischer protestantischer Theologe und Hochschullehrer
- Max Arnold (Zeichner) (1866–nach 1929), deutscher Maler, Zeichner und Hochschullehrer
- Max Arnold (Pastor) (1888–1977), deutscher Pastor der methodistischen Kirche
- Max Arnold (Politiker) (1909–1998), Schweizer Politiker (SP)
- Maximilian Arnold (* 1994), deutscher Fußballspieler
- Maximilian Arnold (Politiker) (1874–1943), deutscher Politiker (SPD)
- Michael Arnold (Bildhauer) (1824–1877), deutscher Bildhauer, Maler und Grafiker
- Michael Arnold (Politiker, 1883) (1883–nach 1927), deutscher Politiker (BBB), MdL Bayern
- Michael Arnold (Mediziner) (1928–2022), deutscher Mediziner und Hochschullehrer
- Michael Arnold (Politiker, 1948) (* 1948), deutscher Jurist und Kommunalpolitiker, Oberbürgermeister von Rottweil
- Michael Arnold (Politiker, 1964) (* 1964), deutscher Politiker (Bündnis 90/Die Grünen), MdL Sachsen
- Michael Arnold (Leichtathlet) (* 1967), österreichischer Leichtathlet
- Michael Arnold (Musiker) (* 1967), deutscher Jazzmusiker
- Michael Arnold (Fußballspieler) (* 1989), deutscher Fußballspieler
- Mike Arnold (* 1969), deutscher Skispringer
- Monica Arnold (* 1980), US-amerikanische Sängerin, siehe Monica (Sängerin)
- Monty Arnold (* 1967), deutscher Schauspieler
- Murray Arnold (1938–2012), US-amerikanischer Basketballtrainer

### N
- Newt Arnold (1922–2000), US-amerikanischer Regisseur, Filmproduzent und Filmautor

### O
- Oksana Arnold (* um 1968), deutsche Informatikerin und Hochschullehrerin
- Oscar Arnold (1854–1938), deutscher Unternehmer und Politiker (Deutsche Freisinnige Partei, Fortschrittliche Volkspartei, DDP), MdR
- Otto Arnold (Pfarrer), deutsch-brasilianischer Pfarrer
- Otto Arnold (Fotograf) (1881–1944), deutscher Lehrer, Heimatforscher und Fotograf
- Otto Arnold (Botaniker) (1885–1918), deutscher Botaniker und Lehrer
- Otto Hans Arnold (1917–nach 1967), österreichischer Neurologe, Psychiater und Hochschullehrer
- Otto Heinrich Arnold (1910–2000), deutscher Mediziner

### P
- P. P. Arnold (* 1946), US-amerikanische Soulsängerin
- Patricia Arnold (* 1958), deutsche Hochschullehrerin für Sozialinformatik und E-Learning
- Patricio Arnold (* 1971), argentinischer Tennisspieler
- Paul Arnold (Politiker, 1804) (1804–1887), deutscher Baubeamter und Politiker, MdL Hessen
- Paul Arnold (Politiker, 1856) (Wilhelm Paul Arnold; 1856–1928), deutscher Kaufmann und Politiker, MdL Reuß
- Paul Arnold (Autor) (1909–1992), französischer Schriftsteller und Theaterhistoriker
- Paul Arnold (Politiker, 1927) (* 1927), deutscher Politiker (SPD)
- Paul Arnold (Architekt) (* 1929), Schweizer Architekt und Restaurator
- Paul Arnold (Numismatiker) (* 1936), deutscher Archäologe und Numismatiker
- Paul Arnold (Rugbyspieler) (* 1968), walisischer Rugby-Union-Spieler
- Paul Arnold (Komponist) (* 1972), britischer Komponist
- Peleg Arnold (1751–1820), US-amerikanischer Politiker und Jurist

- Peter Arnold (Priester) (1908–1983), Schweizer Priester und Historiker
- Peter Arnold (Maler, 1922) (* 1922), deutscher Maler und Radierer
- Peter Arnold (Politiker) (1935–2024), australischer Politiker (South Australia)
- Peter Arnold (Fotograf) (* 1946), britischer Fotograf und Künstler, lebt in Australien
- Peter Arnold (Maler, 1947) (* 1947), deutscher Maler
- Peter Arnold (Regisseur) (1949–2017), Schweizer Regisseur, Dramaturg und Theaterkritiker
- Peter Arnold (Musiker) (* 1952), deutscher Hornist
- Peter Arnold (Fußballspieler) (* 1958), deutscher Fußballspieler
- Peter W. Arnold (1949–2006), kanadisch-australischer Meeresbiologe
- Pierre Arnold (1921–2007), Schweizer Manager
- Pilt Arnold (* 1988), deutscher Hockeyspieler

### R
- Rachel Arnold (* 1996), malaysische Squashspielerin
- Rachel J. Arnold, US-amerikanische Fischkundlerin
- Rafael Arnold (* 1968), deutscher Romanist
- Raik Arnold (* 1964), deutscher Judoka
- Rainer Arnold (Afrikanist) (* 1941), deutscher Afrikanist und Hochschullehrer
- Rainer Arnold (Jurist) (1943–2025), deutscher Rechtswissenschaftler und Hochschullehrer
- Rainer Arnold (Politiker) (* 1950), deutscher Politiker (SPD), MdB
- Raymond G. Arnold (* 1942), US-amerikanischer Kernphysiker
- Reg Arnold (1919–1963), britischer Jazz- und Unterhaltungsmusiker
- Reginald Arnold (1924–2017), australischer Radsportler
- Remo Arnold (* 1997), Schweizer Fußballspieler
- Richard Arnold (Politiker) (* 1959), deutscher Politiker (CDU)
- Richard Alexander Arnold, kanadischer Anglist und Hochschullehrer
- Richard R. Arnold (* 1963), US-amerikanischer Astronaut
- Riitta Arnold-Schäublin (* 1982), finnisch-schweizerische Eishockeytorhüterin
- Robert Arnold (1854–1916), Historiker und Archivdirektor
- Robert Franz Arnold (1872–1938), österreichischer Literaturhistoriker
- Roland Arnold (* 1965), deutscher Unternehmer, Firmengründer und Geschäftsführer
- Rolf Arnold (* 1952), deutscher Pädagoge und Hochschullehrer
- Romeo Arnold (* 1988), Schweizer Politiker (GLP)
- Rory Arnold (* 1990), australischer Rugby-Union-Spieler
- Rudolf Arnold (Maler) (1881–1968), österreichischer Maler
- Rudolf Arnold (1896–1950), deutscher Politiker
- Rudolf Arnold (Mediziner) (* 1940), deutscher Gastroenterologe und Endokrinologe
- Ruedi Arnold (1945–2014), schweizerisch-österreichischer Bildhauer
- Ruth Metzler-Arnold (* 1964), Schweizer Managerin und Politikerin (CVP), siehe Ruth Metzler

### S
- Samuel Arnold (Komponist) (1740–1802), englischer Komponist
- Samuel Arnold (Politiker) (1806–1869), US-amerikanischer Politiker (Connecticut)
- Samuel Arnold (Schauspieler) (* 1995), französischer Schauspieler
- Samuel Benedict Arnold (1744–1817), deutscher Fresko-, Porträt- und Theatermaler
- Samuel G. Arnold (1821–1880), US-amerikanischer Politiker (Rhode Island)
- Samuel James Arnold (1774–1852), englischer Dramatiker und Theaterdirektor
- Samuel W. Arnold (1879–1961), US-amerikanischer Politiker (Missouri)
- Scott Arnold (Fechter) (* 1965), australischer Fechter
- Scott Arnold (Manager), US-amerikanischer Manager
- Scott Arnold (Squashspieler) (* 1986), australischer Squashspieler
- Sean Arnold (1941–2020), britischer Schauspieler
- Sebastian Arnold (Politiker), deutscher Politiker, Bürgermeister von Kempten
- Sebastian Arnold (Autor), deutscher Heimatforscher
- Sebastian Arnold (Musiker) (* 1984), deutscher Musiker und Komponist
- Sebastian Arnold (Handballspieler) (* 1996), deutscher Handballspieler
- Sheila Arnold (* 1970), deutsche Konzertpianistin
- Siegfried Arnold (* 1928), deutscher Violoncellist
- Sophie Arnold-Zurbrügg (1856–1939), Schweizer Arbeiteraktivistin und Feministin
- Stefan Arnold (* 1976), deutscher Rechtswissenschaftler
- Stephan Kirchenbauer-Arnold (1960–2012), deutscher Künstler, Musiker, Autor und Regisseur
- Steve Arnold (Bürgermeister) (* 1949), US-amerikanischer Politiker, Bürgermeister von Fitchburg, Wisconsin
- Steve Arnold (Fußballspieler, 1951) (Steve Frank Arnold; * 1951), englischer Fußballspieler
- Steve Arnold (Kameramann), australischer Kameramann
- Steve Arnold (Rennfahrer) (* 1971), britischer Automobilrennfahrer
- Steve Arnold (Fußballspieler, 1989) (* 1989), englischer Fußballtorwart
- Steven L. Arnold (* 1940), US-amerikanischer Generalleutnant im Ruhestand
- Susan Arnold (* 1954), US-amerikanische Managerin
- Sydney Arnold, 1. Baron Arnold (1878–1945), britischer Politiker (Liberal Party, Labour Party)
- Sylvia Arnold (* 1990), deutsche Fußballspielerin

### T
- Terence Arnold (1901–1986), britischer Bobfahrer
- Terrion Arnold (* 2003), US-amerikanischer American-Football-Spieler
- Thea Arnold (1882–1966), deutsche Politikerin (Zentrum, GVP und BdD)
- Theodor Arnold (Anglist) (1683–1771), deutscher Anglist, Übersetzer und Lexikograf
- Theodor Arnold (Oberamtmann) (1824–1909), württembergischer Verwaltungsbeamter
- Theodor Arnold (Politiker) (1852–1931), deutscher Politiker, Bürgermeister von Zeitz
- Thomas Arnold (Mediziner) (1742–1816), britischer Psychiater
- Thomas Arnold (Theologe) (1795–1842), britischer Theologe
- Thomas Arnold (Politiker) (* 1959), Schweizer Politiker
- Thomas Arnold (Sportfunktionär) (* 1967), deutscher Sportfunktionär
- Thomas Arnold (Schauspieler) (* 1971), deutscher Schauspieler
- Thomas Arnold (Theologe, 1988) (* 1988), deutscher Theologe und Publizist
- Thomas Dickens Arnold (1798–1870), US-amerikanischer Politiker
- Thomas Kerchever Arnold (1800–1853), britischer Altphilologe
- Thomas Walker Arnold (1864–1930), britischer Orientalist und Religions- und Kunsthistoriker
- Thordis Arnold (* 1991), deutsche Sommerbiathletin
- Thurman Arnold (1891–1969), US-amerikanischer Jurist für Wettbewerbsrecht
- Tichina Arnold (* 1969), US-amerikanische Schauspielerin
- Tom Arnold (* 1959), US-amerikanischer Schauspieler
- Traute Arnold (1920–1978), deutsche Politikerin (CDU der DDR), MdV, Schriftstellerin
- Trent Alexander-Arnold (* 1998), englischer Fußballspieler

### U
- Udo Arnold (* 1940), deutscher Historiker
- Ulli Arnold (* 1944), deutscher Betriebswirtschaftler
- Ulrike Arnold (Malerin) (* 1950), deutsche Künstlerin
- Ulrike Arnold (Schauspielerin) (* 1965), deutsche Schauspielerin
- Ursula Arnold (Fotografin) (1929–2012), deutsche Fotografin
- Ursula Arnold-Cramer (* 1952), deutsche Politikerin (SPD), MdBB
- Uwe-Christian Arnold (1944–2019), deutscher Mediziner und Sterbehelfer

### V
- Valentin Arnold (1712–1793), reformierter Theologe, Historiker und Bibliothekar, siehe Valentin Arnoldi
- Valentin Arnold (Pädagoge) (1798–1860), Theologe und Pädagoge
- Victor Arnold (1873–1914), österreichischer Schauspieler
- Virginie Arnold (* 1979), französische Bogenschützin
- Volker Arnold (* 1941 oder 1944), deutscher Wirtschaftswissenschaftler

### W
- Walter Arnold (Politiker, 1882) (1882–1933), deutscher Politiker
- Walter Arnold (Fabrikant) (1891–1973), deutscher Fabrikant
- Walter Arnold (Künstler) (1909–1979), deutscher Bildhauer
- Walter Arnold (Schriftsteller), deutscher Schriftsteller
- Walter Arnold (Geistlicher) (1929–1994), deutscher Geistlicher und Kirchenfunktionär
- Walter Arnold (Politiker, 1949) (* 1949), deutscher Politiker (CDU)
- Walter Arnold (Zoologe) (* 1953), österreichischer Zoologe und Hochschullehrer
- Walter Sigi Arnold (* 1959), Schweizer Schauspieler, Hörspielsprecher und Regisseur
- Warren O. Arnold (1839–1910), US-amerikanischer Politiker
- Werner Arnold (Gärtner) (1900–1982), deutscher Gärtner und Mykologe
- Werner Arnold (Bergbauingenieur) (1920–2000), deutscher Bergbauingenieur
- Werner Arnold (Radsportler) (1930–2005), Schweizer Radrennfahrer
- Werner Arnold (Fußballspieler) (* 1930), deutscher Fußballspieler
- Werner Arnold (Gewichtheber) (1931–2025), deutscher Gewichtheber
- Werner Arnold (Bibliothekar) (* 1944), deutscher Bibliothekar
- Werner Arnold (Semitist) (* 1953), deutscher Semitist und Hochschullehrer
- Wilfried Arnold (Unternehmer) (* 1952/1953), deutscher Kinobetreiber und Filmverleiher
- Wilfried P. Arnold (* 1933), deutscher Ingenieur, Sachbuchautor und Lyriker
- Wilhelm Arnold (Mediziner, 1801) (Johann Wilhelm Arnold; 1801–1873), deutscher Physiologe
- Wilhelm Arnold (Politiker) (1848–1914), Schweizer Gewerkschafter, Redaktor und Politiker
- Wilhelm Arnold (Mediziner, 1899) (1899–nach 1958), deutscher Chirurg
- Wilhelm Arnold-Rappard (1838–1918), Schweizer Pfarrer, siehe Predigerschule Basel
- Wilhelm Christoph Friedrich Arnold (1826–1883), deutscher Historiker und Politiker
- Wilhelm Heidwolf Arnold (1897–1984), deutscher Maler und Bildhauer
- Wilhelm Karl Arnold (1911–1983), deutscher Psychologe
- William Arnold (Architekt) (1595–1637), englischer Architekt
- William Arnold-Forster (William Edward Arnold-Forster; 1886–1951), britischer Marineoffizier, Künstler und Politiker
- William Carlile Arnold (1851–1906), US-amerikanischer Politiker
- William Howard Arnold (General) (1901–1976), US-amerikanischer General
- William Howard Arnold (Physiker) (1931–2015), US-amerikanischer Kerntechniker
- William W. Arnold (1877–1957), US-amerikanischer Politiker
- Witali Dmitrijewitsch Arnold (1968–2017), russischer Mathematiker
- Wladimir Igorewitsch Arnold (1937–2010), russischer Mathematiker
- Wolf-Dietrich Arnold (1940–2022), deutscher Orthopäde und Hochschullehrer
- Wolf-Rüdiger Arnold (Wolf Arnold; * 1939), deutscher Schriftsteller
- Wolfgang Arnold (Mediziner, 1915) (1915–1993), deutscher Pharmakologe, Toxikologe und Rechtsmediziner
- Wolfgang Arnold (Schriftsteller) (1921–1998), österreichischer Schriftsteller
- Wolfgang Arnold (Pädagoge) (1929–2016), deutscher Pädagoge und Hochschullehrer
- Wolfgang Arnold (Musiker) (* 1937), deutscher Pianist und Hochschullehrer
- Wolfgang Arnold (Mediziner, 1941) (* 1941), deutscher HNO-Arzt
- Wolfgang Arnold (Sänger) (* 1948), deutscher Kabarettist, Sänger und Fernsehmoderator
- Wolfgang H. Arnold (* 1951), deutscher Mediziner

### X
- Xaver Arnold (1848–1929), Schweizer Bildhauer